# Óscar R. Benavides
Óscar Raymundo Benavides Larrea (Lima, 30 aprile 1876 – Lima, 2 luglio 1945) è stato un politico e generale peruviano.
È stato Presidente del Perù dal 4 febbraio 1914 al 18 agosto 1915 e dal 28 luglio 1933 al 28 luglio 1939.